# Hayes-Gletscher (Tordrillo Mountains)
Der Hayes-Gletscher ist ein 45 km langer Talgletscher in den  Tordrillo Mountains in Alaska (USA). Benannt wurde der Gletscher 1898 nach Charles Willard Hayes (1858–1916), einem Geologen des U.S. Geological Survey (USGS).
Der Hayes-Gletscher besitzt einen westlichen und einen östlichen Quellgletscher, welche die Südflanke sowie die West- und Nordostflanke des Mount Gerdine entwässern. Der Hayes-Gletscher strömt anfangs nach Norden und wendet sich allmählich nach Nordosten. Er besitzt eine Breite von 1,7 km und endet auf einer Höhe von ungefähr 370 m. Der Hayes River, ein rechter Nebenfluss des Skwentna River, wird vom Gletscher gespeist. Der Hayes-Gletscher ist im Rückzug begriffen.
2,5 km nordnordöstlich des Mount Gerdine befindet sich auf einer Höhe von 2788 m unterhalb des östlichen Quellgletschers der Vulkan Hayes.